# 范平明
范平明（發音：[faːm˧˨ʔ ʔɓïŋ˨˩ mïŋ˧˧]；1959年3月26日—），越南政治人物、外交官，越南共产党前中央政治局委员，曾经出任副总理和外交部长。美國弗萊徹法律與外交學院碩士。他的父亲阮基石，也曾经担任越共中央政治局委员，越南副总理，外交部长。

## 人物履历
范平明曾任越南常駐聯合國副代表、越南外交部部長等职务，2013年起任越南副總理。
2011年当选为第十一屆越南共產黨中央委员会委員，2016年在越南共產黨第十二次全國代表大會上首次进入越共中央政治局，2021年在越南共產黨第十三次全國代表大會上再度当选越共中央政治局委员，并于同年7月接替张和平出任越南政府常务副總理。
2022年12月，受到越南外交部救援包机受贿案的影响，范平明被责令辞去越共第十三届中央政治局委员、中央委员职务。2023年1月，与武德儋一同被越南国会免去政府副总理职务。其政府常务副总理的职务由黎明慨接替。

## 外交活动
2018年5月16日， 应范平明邀请，马来西亚外交部长赛夫丁阿都拉于5月16日至17日对越南进行正式访问。范平明与赛夫丁举行会谈。
2020年10月23日，范平明与马来西亚外交部长希山慕丁·胡先通电话。范平明对马来西亚为因新冠肺炎疫情滞留马来西亚的越南公民安全回国提供的协助和支持表示感谢；承诺将为包括马来西亚在内的外国投资者、专家、管理者、高素质劳动者入境越南创造便利条件。
2021年1月6日，范平明同美国国务卿迈克·蓬佩奥通电话。同年1月27日，范平明致电安东尼·布林肯，祝贺他被任命为美国国务卿。

## 荣誉

### 外国勋章奖章
- 修交勋章光化章（韩国，2020年11月3日批准[14]）